# 朝鲜半岛华人
朝鲜半岛华人，亦稱韓國華僑（：／ Hanguk Hwagyo）、朝鲜华侨（：／ Joseon Hwagyo），指的是朝鮮民主主義人民共和國與大韓民國分治前，移民至朝鲜半岛的華人，是除了主體民族朝鮮民族以外的第二大本地民族與最大的少數民族，現今至少發展至第三及四代。在南韓，他们自稱韓華（韓国華人），而南韓人通常稱呼他們為華僑。

## 概述
在朝鮮半島華人可分為華僑（即持有中国国籍或中华民国国籍）和新移民（无或放弃中国国籍）。
朝鲜半岛的華人於朝鮮半島上，人口雖然為僅次於朝鮮民族的第二大族群，惟重要性有趨於弱化的發展。现今在南韓約有23,000人，在北韓約有22,133人。約佔半岛總人口7,000萬的0.07%。南韓华人大部份聚居於仁川，其次是釜山及首爾；而北韓華人則居平壤及中朝邊境地區（如咸镜北道）為多。
而新移民大約有54萬人，其中39萬爲中國朝鮮族，15萬爲漢族或其他民族。
與一般海外華人來自廣東及福建不同，南韓華人95%以上來自山東，其中先祖籍貫以煙台、青島及威海居多；北韓華人多數來自朝鮮日治時期或滿洲國時期的移民。華人於世界各地在經濟上多有所成就，唯獨南韓華僑的經濟難以發展，原因是1970年代大韓民國總統朴正熙開始，大韓民國政府頒布許多排斥華商的政策與法令，包括每戶人家限於購買房產一筆，以稅法嚴格限制華僑的經濟活動。此致，1970年代尚有華僑十餘萬人的南韓，於1990年代大幅度地下滑至20,000多人。其中多數移民至美國及加拿大，一部分於70、80年代前往臺灣，並在永和區形成韓國街。留於韓國者，除了已經有相當的經濟成就者外，生活品質僅維持於小康。隨著韓國積極開發中國大陸市場，有少數華僑從事導遊或者翻譯工作而居中受惠。
北韓華僑由于有中国国籍，故较本國民衆享有往返中國的自由，但没有出身成分，不能加入朝鮮勞動黨，不能服兵役。當局早年優待華僑，1960年代對華僑實施強迫歸順或回國政策，但後來中止這一政策。飢荒發生以後，一些華僑因從事跨境經濟活動而居中受惠，生活品質明顯提高，但近年來遭受當局的監視甚至逮捕。

## 歷史
根據朝鮮半島歷史，朝鮮半島不少氏族的祖先皆源自中原。這些人主因戰亂因素來到朝鮮半島南部生活（辰韓人族源之一是中原人）。直到今日當地戶籍冊所記錄的本貫看到不少昔日中原人移居朝鮮半島的痕跡，如蘇州賈氏，惟他們已經本土化，不再被視為華人。
清朝末年，為了逃避戰亂，不少華人從山東半島乘船越黃海，登陸仁川、釜山和當時的漢城。登陸後，多數經營農業、飲食業和建築業。1882年7月，清朝在朝鮮王朝政府的請求派提督吳長慶和3,000部隊，以幫助平息了叛亂（壬午軍亂）。伴隨部隊有40名中國商人和其他平民。
1910年朝鮮半島日治時代時，朝鲜華人中不乏企業家及富商。日本人一方面要利用華人資源，一方面又防止華人坐大，當時有規定：大規模的基礎建設僱用華人不得超過總工人人數的1/3。
万宝山事件后，在朝鮮半島的華人受到迫害。

### 
1948年大韓民國成立後，前往南韓的中國移民仍然不少。尤其最近一次來自中國的移民潮出現在第二次國共內戰（1949年）前後。例如，中華民國政府撤出中國大陸時，大量華人自中國東北或山東省進入南韓；少数来自中國沿海其他地區。
大韓民國成立後，中華民國政府在韓戰期間曾支援大韓民國。1961年，被南韓人視為現代化之父的前總統朴正熙為了發展韓國經濟，開始實施“不歡迎華僑政策”。對華人經濟的限制變本加厲。南韓政府為保護當地人的企業，曾設立外資限額，禁止華人從事房地產、外貿等多項行業。限制華人無論在南韓居住多久，都不准在政府、軍隊及大型企業任職。至2002年為止，南韓華人要到銀行借貸款，須付高出南韓人很多的利息；求職不得公平待遇，購買手機亦須預付高額保證金。另外南韓華人身份證號碼不同于南韓公民。
2005年，南韓MChinatown公司和中國的清華有限公司簽約，在首爾西北、位於京畿道高陽市的一山區建造一個新的中華街。這個中華街預定於2007年3月落成，佔地1.5萬坪（約4.9500萬平方米），將會是南韓最大型的中華街。
2006年5月31日，南韓举行地方政府行政长官选举，首次讓在當地有定居权並且合法居住3年以上，年齡在19岁以上的外国人行使投票权。南韓華人首次有了投票權，但依然不能选举国会议员。
南韓曾被人喻為“世界上唯一華人無法發展的國家”。由于南韓處處嚴格限制華人的經濟與社會發展，當地華人人口從1970年的12萬降低到2004年的2萬3千人。其中90%以上为華僑。因為歷史原因，同時也因為南韓入籍限制很嚴格，特別是對於出身漢族的華僑更嚴格，因此絕大多數不擁有南韓國籍和南韓身份證號碼，而持有中華民國護照），僅持有外國人登錄證。另外，由於南韓政府對外籍人士的不動產有特別限制，極少數從事房地產相關行業的華僑，爲了經商便利而經特准加入南韓國籍。
2009年7月31日，中華民國政府公函指出，持有效期内中華民國護照的臺灣地區無戶籍國民约6.1万人，其中来自韩国的1.2万人:58。
朝鮮華僑1922年高峰時達十萬人。1931年，萬寶山事件發生后，大量華僑回國，人口降至三、四萬。至1945年日本投降時，微升至五萬人。60年代，华侨人数下降到2万人，70年代只剩下6,000－7,000人。2002年，北韓華僑总数約2萬2,133人。其中一半以上居住在平壤；平安北道有300户；慈江道和咸镜北道有200户。2009年，中國表示居住在北韓的華僑人數约有5,000名。
日本投降後，蘇聯政府在北韓實施公民證制度，把百姓分為“平壤居民”、“地方居民”和“外國人”，華僑作為“外國人”獲得了公民證，並擁有了當地永駐權。儘管蘇聯政府承認中華民國合法，但是北韓華僑受中共中央東北局的管理，1949年10月1日，毛澤東宣布建立中華人民共和國之後，北韓華僑擁有中華人民共和國國籍，但並不擁有中華人民共和國境內戶籍。1950年代末，北韓華僑通过“朝鮮華僑聯合會”接受着北京的領導，享有自治權。華僑學校從北韓當局獨立出來，採用了中國人教師、中國教育方式和中國教材。北韓政府還向華僑提供了物質支援，並免費重建朝鲜战争時期遭受破壞的華僑住宅等。1960年，北韓當局針對華僑開展了放棄中國國籍，加入北韓國籍的活動，1963年對華僑學校按北韓方式進行了改革，教育用語也改為朝鮮語。中國發生文化大革命以後，北韓當局強迫華僑歸順北韓或者回到中國。1966年北韓發生“平壤中國人中學事件”，平壤中國人中學的學生們經常集體收聽毛澤東要求在革命過程中加強青年人力量等的演說，學校也向北韓當局要求把毛澤東思想加入到教育內容，但北韓當局拒絕要求并關閉了學校。周恩來訪問北韓之後，雙方關係恢复正常，北韓停止了不平等對待華僑的政策，並允許1960年代放棄中國國籍的華僑們恢復身份和國籍。1979年中國當局開展了支援華僑歸國的措施，很多北韓華僑回到了中國。1990年代北韓爆發飢荒以後，由於有往返的自由，加之北韓市場對中國產品的需求增多，大多數華僑開展了非法的經濟活動，生活水平也隨之逐漸提高。2014年北韓因為擔心體制受到威脅而針對往返於中國的華僑加強了監視和追蹤，并且誘捕2名對北韓進行傳教活動的華僑。2015年由於北韓獲得一些華僑與國家安全保衛部有利益關係並對外泄露情報的情報，100多名華僑被逮捕。

## 知名朝鮮半島華人
- 郝明義：臺灣作家、出版家，大塊文化董事長。
- 劉順達，臺灣作者、翻譯家，前中華民國外交部外交官
- 初安民：臺灣詩人、編輯，《印刻文學生活誌》總編輯。
- 姜育恆：臺灣歌手。
- 畢書盡：臺灣歌手。
- 孫盛希：臺灣歌手。
- 劉家昌：臺灣歌手、作曲家。
- 譚道良：臺灣武打動作演員。
- 周炫美（朝鲜语：주현미）：韓國歌手。
- 王建明：臺灣足球員，現為中華台北足球代表隊隊員。

### 引用
1. 1 2  , Chosun Ilbo, 2009-10-10  [2009-10-15], （原始内容存档于2009-10-14）
2. ↑  . 韓聯社. 2019-05-28  [2021-10-03]. （原始内容存档于2021-12-03）.
3. ↑  Kim 2004，第694頁
4. ↑  龔尤倩. . 社會分析 (台灣: 社會分析編輯委員會). 2017, (2017年14期): 39–74  [2023-05-]. ISSN 2218-6689. doi:10.3966/221866892017020014002. （原始内容存档于2023-05-30） （繁体中文）.
5. 1 2  . Daily NK. 2015-07-03  [2016-01-02]. （原始内容存档于2018-02-03）.
6. ↑  . Daily NK. 2014-06-16  [2016-01-02]. （原始内容存档于2018-02-02）.
7. ↑  . Daily NK. 2014-04-03  [2016-01-02]. （原始内容存档于2018-02-02）.
8. ↑  . Daily NK. 2015-12-22  [2016-01-01]. （原始内容存档于2016-01-08）.
9. ↑  .   [2021-08-29]. （原始内容存档于2021-08-29）.
10. ↑  .   [2021-08-29]. （原始内容存档于2021-08-29）.

### 书籍
- 《丑陋的韩国人》，作者：金文學
- Kim, Kwang-ok, , Ember, Melvin; Ember, Carol R.; Skoggard, Ian A.  (编), , Springer: 688–697, 2004, ISBN 978-0-306-48321-9

### 刊物
- 《亚洲周刊》（1993年5月16日期第39页）

### 网页
- 雅虎新闻：韩国开发商要建韩国最广大的中華街（英文）
- 《韓國在線》網：韩国选举 华人首获投票权 （页面存档备份，存于）
- 《人民網》：华人在韩国仍然受歧視 （页面存档备份，存于）
- 《DPRK TIME:时代朝鲜网》 朝鮮華僑同鄉會 朝鮮華僑史
- 韓國法務部出入境管理事務所，（2004年6月）：
- 中國僑網 韓國華人華僑概況 （页面存档备份，存于）
- 《Daily NK》：朝鲜华侨的兴衰史 （页面存档备份，存于）